# Соколовський Юрій Юрійович
Юрій Юрійович Соколовський (1875, Полтава — 1922, Белград) — міністр продовольчих справ Української держави (1918), полтавський міський голова (1918, був обраний, але до виконання обов'язків не приступив). 
За характеристикою Володимира Винниченка, «руський малорос». 27 квітня 1918 p. обраний міським головою Полтави, до виконання обов'язків фактично не приступив, оскільки вже 29 квітня був уведений до складу першого гетьманського уряду Федора Лизогуба як міністр харчових (продовольчих) справ. Займав цей пост до літа 1918 p., коли був замінений Сергієм Гербелем. За деякими даними, у 1918 належав до Української партії соціалістів-федералістів. В кінці 1918, разом з В'ячеславом Прокоповичем і Костянтином Мацієвичем, їздив з дипломатичною місією Директорії до Румунії й Сербії. Пізніше виїхав на Північний Кавказ до А. Денікіна. Помер на еміграції, у Белграді.